# Liste des codes postaux canadiens débutant par R
| Flag of Canada | Codes postaux canadiens |    |    |    |    |    |    |    |    |    |    |    |    |    |    |       |    |
| \| NL \| NS \| PE \| NB \| QC \| QC \| QC \| ON \| ON \| ON \| ON \| ON \| MB \| SK \| AB \| BC \| NU/NT \| YT \| \| A \| B \| C \| E \| G \| H \| J \| K \| L \| M \| N \| P \| R \| S \| T \| V \| X \| Y \| |                         |    |    |    |    |    |    |    |    |    |    |    |    |    |    |       |    |
| NL | NS                      | PE | NB | QC | QC | QC | ON | ON | ON | ON | ON | MB | SK | AB | BC | NU/NT | YT |
| A | B                       | C  | E  | G  | H  | J  | K  | L  | M  | N  | P  | R  | S  | T  | V  | X     | Y  |

## Manitoba- 64RTA
| R0A Sud-est du Manitoba (Lorette)   | R1A Selkirk            | R2A Non assigné                                  | R3A Winnipeg (Centennial)                                                                 | R4A West St. Paul       | R5A St. Adolphe | R6A Non assigné | R7A Brandon Est et banlieue | R8A Flin Flon    | R9A Le Pas       |
| R0B Nord du Manitoba (Norway House) | R1B Lockport           | R2B Non assigné                                  | R3B Winnipeg (Chinatown / Civic Centre / Exchange District / Université de Winnipeg)      | R4B Non assigné         | R5B Non assigné | R6B Non assigné | R7B Brandon Sud             | R8B Non assigné  | R9B Non assigné  |
| R0C Nord d'Interlake (Stonewall)    | R1C Non assigné        | R2C Winnipeg (Transcona)                         | R3C Winnipeg (Broadway / La Fourche / Portage & Main) Gouvernement provincial du Manitoba | R4C Non assigné         | R5C Non assigné | R6C Non assigné | R7C Brandon Nord-ouest      | R8C Non assigné  | R9C Non assigné  |
| R0E Est du Manitoba (Beauséjour)    | R1E Non assigné        | R2E East St. Paul                                | R3E Winnipeg (Sargent Park / Daniel McIntyre / Inkster SE)                                | R4E Non assigné         | R5E Non assigné | R6E Non assigné | R7E Non assigné             | R8E Non assigné  | R9E Non assigné  |
| R0G Centre-sud du Manitoba (Altona) | R1G Non assigné        | R2G Winnipeg (River East Nord)                   | R3G Winnipeg (Minto / St. Mathews / Wolseley)                                             | R4G Non assigné         | R5G Steinbach   | R6G Non assigné | R7G Non assigné             | R8G Non assigné  | R9G Non assigné  |
| R0H Sud d'Interlake (MacGregor)     | R1H Non assigné        | R2H Winnipeg (Saint-Boniface NO)                 | R3H Winnipeg (St. James-Assiniboia NE / YWG)                                              | R4H Headingley Est      | R5H Sainte-Anne | R6H Non assigné | R7H Non assigné             | R8H Non assigné  | R9H Non assigné  |
| R0J Mont-Riding (Neepawa)           | R1J Non assigné        | R2J Winnipeg (Saint-Boniface NE)                 | R3J Winnipeg (St. James-Assiniboia SE)                                                    | R4J Headingley Ouest    | R5J Non assigné | R6J Non assigné | R7J Not assigned            | R8J Not assigned | R9J Not assigned |
| R0K Brandon (Killarney)             | R1K Non assigné        | R2K Winnipeg (River East Centre)                 | R3K Winnipeg (St. James-Assiniboia SO))                                                   | R4K Cartier             | R5K Non assigné | R6K Non assigné | R7K Non assigné             | R8K Non assigné  | R9K Non assigné  |
| R0L Ouest du Manitoba (Swan River)  | R1L Non assigné        | R2L Winnipeg (River East Sud)                    | R3L Winnipeg (River Heights Est)                                                          | R4L St. Francois Xavier | R5L Non assigné | R6L Non assigné | R7L Non assigné             | R8L Non assigné  | R9L Non assigné  |
| R0M Sud-ouest du Manitoba (Virden)  | R1M Non assigné        | R2M Winnipeg (St. Vital Nord)                    | R3M Winnipeg (Crescentwood Centre)                                                        | R4M Non assigné         | R5M Non assigné | R6M Morden      | R7M Non assigné             | R8M Non assigné  | R9M Non assigné  |
| R0N Non assigné                     | R1N Portage la Prairie | R2N Winnipeg (St. Vital SO)                      | R3N Winnipeg (River Heights Ouest)                                                        | R4N Non assigné         | R5N Non assigné | R6N Non assigné | R7N Dauphin                 | R8N Thompson     | R9N Non assigné  |
| R0P Non assigné                     | R1P Non assigné        | R2P Winnipeg (Seven Oaks Ouest)                  | R3P Winnipeg (Fort Garry NO / Tuxedo)                                                     | R4P Non assigné         | R5P Non assigné | R6P Non assigné | R7P Non assigné             | R8P Non assigné  | R9P Non assigné  |
| R0R Non assigné                     | R1R Non assigné        | R2R Winnipeg (Inkster Ouest)                     | R3R Winnipeg (Assiniboine South / Betsworth)                                              | R4R Non assigné         | R5R Non assigné | R6R Non assigné | R7R Non assigné             | R8R Non assigné  | R9R Non assigné  |
| R0S Non assigné                     | R1S Non assigné        | R2S Non assigné                                  | R3S Winnipeg (Wilkes South)                                                               | R4S Non assigné         | R5S Non assigné | R6S Non assigné | R7S Non assigné             | R8S Non assigné  | R9S Non assigné  |
| R0T Non assigné                     | R1T Non assigné        | R2T Non assigné                                  | R3T Winnipeg (Fort Garry NE / Université du Manitoba)                                     | R4T Non assigné         | R5T Non assigné | R6T Non assigné | R7T Non assigné             | R8T Non assigné  | R9T Non assigné  |
| R0V Non assigné                     | R1V Non assigné        | R2V Winnipeg (Seven Oaks Est)                    | R3V Winnipeg (Fort Garry Sud)                                                             | R4V Non assigné         | R5V Non assigné | R6V Non assigné | R7V Non assigné             | R8V Non assigné  | R9V Non assigné  |
| R0W Non assigné                     | R1W Non assigné        | R2W Winnipeg (Point Douglas Est)                 | R3W Winnipeg (Grassie / Pequis)                                                           | R4W Non assigné         | R5W Non assigné | R6W Winkler     | R7W Non assigné             | R8W Non assigné  | R9W Non assigné  |
| R0X Non assigné                     | R1X Non assigné        | R2X Winnipeg (Point Douglas Ouest / Inkster Est) | R3X Winnipeg (Saint-Boniface Sud / St. Vital SE)                                          | R4X Non assigné         | R5X Non assigné | R6X Non assigné | R7X Non assigné             | R8X Non assigné  | R9X Non assigné  |
| R0Y Non assigné                     | R1Y Non assigné        | R2Y Winnipeg (St. James-Assiniboia NO)           | R3Y Winnipeg (Fort Garry Ouest)                                                           | R4Y Non assigné         | R5Y Non assigné | R6Y Non assigné | R7Y Non assigné             | R8Y Non assigné  | R9Y Non assigné  |
| R0Z Non assigné                     | R1Z Non assigné        | R2Z Non assigné                                  | R3Z Non assigné                                                                           | R4Z Non assigné         | R5Z Non assigné | R6Z Non assigné | R7Z Non assigné             | R8Z Non assigné  | R9Z Non assigné  |

## Sources
- Géographie - Trouver de l’information par région ou aire géographique, sur Statistique Canada.
- Google Maps (ici un exemple de recherche avec la région de tri d'acheminement R1A)